# 原味內褲

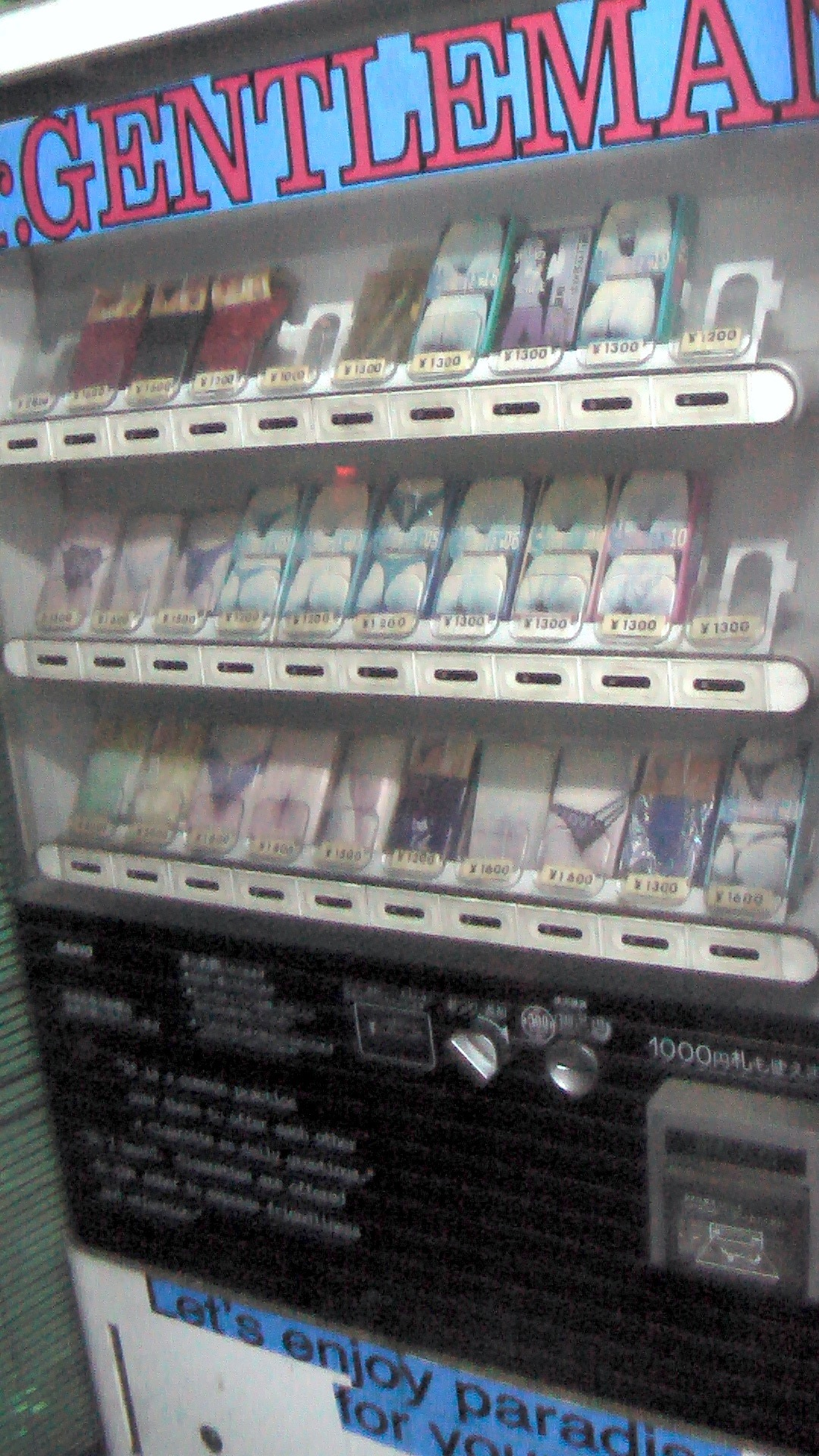
日本街头的原味内裤售卖机

原味內褲一詞源自日本，主要販售商品為女性穿過後不清洗的貼身衣物，包括內衣、內褲等，以女性體味、汗味、陰道分泌物、糞便及尿漬等帶有濃烈個人氣味為賣點的商品。雖然原味內衣褲以女性販賣為大宗，但現代也開始有人會購買男性原味內衣褲的趨勢。

## 原味內褲興起
英國《獨立報》報導自美國電視影集《勁爆女子監獄》(Orange is the New Black)在2015年6月開始出現拍賣原味內衣褲的橋段後，原味內褲逐漸走入一般人的生活中，越來越多的人開始進行拍賣原味內衣褲的生意。
JK經濟是在日本一種遊走法律邊緣的行業，由女高中生服侍男性顧客，並提供各種服務，像是散步、占卜、按摩等等，不過變成性交易也是常有的事，為導正此歪風，東京警方更設立「JK Business管制條例」，間接促使JK賣家轉向原味衣物事業進而造成風潮。
隨著網路的發展，人們進而透過社群軟體或拍賣網站等管道販售及尋求原味商品，社群軟體來說以 Reddit和 Facebook為最多相關資料可搜尋，Reddit因其本身註冊隱密性高，廣受人們喜愛，Facebook則因幾乎人人皆使用，對賣家來說是現成的廣大市場，但申請帳號較多隱私上限制。近期則在 Instagram上也可發現蹤跡；網站平台部分主流以歐美為主，PantyDeal及 Sofia Grey在美劇《勁爆女子監獄》播出後，也開始逐漸被買賣家關注使用。

## 購買動機
戀內衣：透過觀看、穿脫、嗅聞某些類型的貼身衣物（包括內衣、內褲、絲襪、襪子）等而產生性刺激，由於此類衣物雖輕易可於賣場購買，但為增加想像空間進而延伸出要求由其他女性／男性穿著後購買。
不黯性事：此類通常為青少年居多，在實際有性行為前或性行為較少的情況下，對異性／同性產生的好奇心促使消費行為。
女裝癖：此類通常為男性居多，通常是為體驗成為女性的感覺而產生消費行為。

## 販售動機
素人：職業涵蓋學生、OL、護士、空姐、家庭主婦等等，通常是為貼補家用或學費而開始販售，品質優劣參差不齊。由於身份雖平易近人，但不同的職業也造就不同的買氣，以女性賣家來說，學生、護士、空姐較熱門。
直播主、小模：此類將原味內褲視為增加人氣的另類方式，一般直播主將原味衣物作为直播中的小禮物，以增加觀賞人數並達到與粉絲互動的效果。
公司規模化：這類通常為有專職人員協助賣家行銷接洽買方，將利潤分成的方式合作。